# Genesis (Band)/Diskografie
Diese Diskografie ist eine Übersicht über die musikalischen Werke der britischen Rockband Genesis. Den Quellenangaben zufolge hat sie bisher mehr als 150 Millionen Tonträger verkauft und gehört somit zu den Interpreten mit den meistverkauften Tonträgern weltweit. Genesis verkaufte alleine in Deutschland laut Schallplattenauszeichnungen über 5,8 Millionen Tonträger und ist somit eine der Bands mit den meisten verkauften Tonträgern des Landes. Ihre erfolgreichste Veröffentlichung ist das 14. Studioalbum We Can’t Dance mit über 11,4 Millionen verkauften Einheiten.

## Alben

### Studioalben
| Jahr | Titel Musiklabel                                                                    | Höchstplatzierung, Gesamtwochen/‑monate, AuszeichnungChartplatzierungen (Jahr, Titel, Musiklabel, Platzierungen, Wochen/Monate, Auszeichnungen, Anmerkungen) | Höchstplatzierung, Gesamtwochen/‑monate, AuszeichnungChartplatzierungen (Jahr, Titel, Musiklabel, Platzierungen, Wochen/Monate, Auszeichnungen, Anmerkungen) | Höchstplatzierung, Gesamtwochen/‑monate, AuszeichnungChartplatzierungen (Jahr, Titel, Musiklabel, Platzierungen, Wochen/Monate, Auszeichnungen, Anmerkungen) | Höchstplatzierung, Gesamtwochen/‑monate, AuszeichnungChartplatzierungen (Jahr, Titel, Musiklabel, Platzierungen, Wochen/Monate, Auszeichnungen, Anmerkungen) | Höchstplatzierung, Gesamtwochen/‑monate, AuszeichnungChartplatzierungen (Jahr, Titel, Musiklabel, Platzierungen, Wochen/Monate, Auszeichnungen, Anmerkungen) | Anmerkungen                                                    |
| Jahr | Titel Musiklabel                                                                    | DE | AT | CH | UK | US | Anmerkungen                                                    |
| ---- | ----------------------------------------------------------------------------------- | --- | --- | --- | --- | --- | -------------------------------------------------------------- |
| 1969 | From Genesis to Revelation auch bekannt als: In the Beginning Decca Records (Decca) | — | — | — | — | US170 (4 Wo.)US | Erstveröffentlichung: 7. März 1969 Verkäufe: + 650             |
| 1970 | Trespass Charisma Records (Phonogram)                                               | — | — | — | UK98 (1 Wo.)UK | — | Erstveröffentlichung: 23. Oktober 1970                         |
| 1971 | Nursery Cryme Charisma Records (Phonogram)                                          | — | — | — | UK39 Silber · (2 Wo.)UK | — | Erstveröffentlichung: 12. November 1971 Verkäufe: + 160.000    |
| 1972 | Foxtrot Charisma Records (Phonogram)                                                | DE45 (1 Mt.)DE | — | — | UK12 Gold · (7 Wo.)UK | — | Erstveröffentlichung: 15. September 1972 Verkäufe: + 200.000   |
| 1973 | Selling England by the Pound Charisma Records (Phonogram)                           | — | — | — | UK3 Gold · (21 Wo.)UK | US70 Gold · (29 Wo.)US | Erstveröffentlichung: 5. Oktober 1973 Verkäufe: + 825.000      |
| 1974 | The Lamb Lies Down on Broadway Charisma Records (Phonogram)                         | — | — | — | UK10 Gold · (6 Wo.)UK | US41 Gold · (16 Wo.)US | Erstveröffentlichung: 8. November 1974 Verkäufe: + 850.000     |
| 1976 | A Trick of the Tail Charisma Records (Phonogram)                                    | DE43 (3 Mt.)DE | — | — | UK3 Gold · (39 Wo.)UK | US31 Gold · (19 Wo.)US | Erstveröffentlichung: 20. Februar 1976 Verkäufe: + 900.000     |
| 1976 | Wind & Wuthering Charisma Records (Phonogram)                                       | DE19 (3 Mt.)DE | — | — | UK7 Gold · (22 Wo.)UK | US26 Gold · (21 Wo.)US | Erstveröffentlichung: 27. Dezember 1976 Verkäufe: + 800.000    |
| 1978 | … And Then There Were Three … Charisma Records (Phonogram)                          | DE2 Gold · (13 Mt.)DE | AT17 (1 Mt.)AT | — | UK3 Gold · (32 Wo.)UK | US14 Platin · (33 Wo.)US | Erstveröffentlichung: 7. April 1978 Verkäufe: + 1.600.000      |
| 1980 | Duke Charisma Records (Phonogram)                                                   | DE2 (27 Wo.)DE | AT14 (1 Mt.)AT | — | UK1 Platin · (30 Wo.)UK | US11 Platin · (31 Wo.)US | Erstveröffentlichung: 28. März 1980 Verkäufe: + 1.400.000      |
| 1981 | Abacab Charisma Records (Phonogram)                                                 | DE6 Gold · (20 Wo.)DE | — | — | UK1 Gold · (27 Wo.)UK | US7 ×2Doppelplatin · (54 Wo.)US | Erstveröffentlichung: 18. September 1981 Verkäufe: + 2.470.000 |
| 1983 | Genesis Charisma Records (Phonogram)                                                | DE1 Platin · (34 Wo.)DE | AT2 (3 Mt.)AT | CH2 ×2Doppelplatin · (31 Wo.)CH | UK1 ×2Doppelplatin · (51 Wo.)UK | US9 ×4Vierfachplatin · (50 Wo.)US | Erstveröffentlichung: 3. Oktober 1983 Verkäufe: + 5.790.000    |
| 1986 | Invisible Touch Charisma Records (Phonogram)                                        | DE2 Platin · (87 Wo.)DE | AT5 (8 Mt.)AT | CH4 Platin · (27 Wo.)CH | UK1 ×4Vierfachplatin · (96 Wo.)UK | US3 ×6Sechsfachplatin · (85 Wo.)US | Erstveröffentlichung: 6. Juni 1986 Verkäufe: + 8.710.000       |
| 1991 | We Can’t Dance Virgin Records (EMI)                                                 | DE1 ×5Fünffachplatin · (71 Wo.)DE | AT1 Platin · (47 Wo.)AT | CH1 ×4Vierfachplatin · (52 Wo.)CH | UK1 ×5Fünffachplatin · (61 Wo.)UK | US4 ×4Vierfachplatin · (72 Wo.)US | Erstveröffentlichung: 28. Oktober 1991 Verkäufe: + 11.410.000  |
| 1997 | … Calling All Stations … Virgin Records (EMI)                                       | DE2 Gold · (30 Wo.)DE | AT6 (12 Wo.)AT | CH3 Gold · (13 Wo.)CH | UK2 Gold · (7 Wo.)UK | US54 (5 Wo.)US | Erstveröffentlichung: 28. August 1997 Verkäufe: + 625.000      |

grau schraffiert: keine Chartdaten aus diesem Jahr verfügbar

### Livealben
| Jahr | Titel Musiklabel                                           | Höchstplatzierung, Gesamtwochen, AuszeichnungChartplatzierungen (Jahr, Titel, Musiklabel, Platzierungen, Wochen, Auszeichnungen, Anmerkungen) | Höchstplatzierung, Gesamtwochen, AuszeichnungChartplatzierungen (Jahr, Titel, Musiklabel, Platzierungen, Wochen, Auszeichnungen, Anmerkungen) | Höchstplatzierung, Gesamtwochen, AuszeichnungChartplatzierungen (Jahr, Titel, Musiklabel, Platzierungen, Wochen, Auszeichnungen, Anmerkungen) | Höchstplatzierung, Gesamtwochen, AuszeichnungChartplatzierungen (Jahr, Titel, Musiklabel, Platzierungen, Wochen, Auszeichnungen, Anmerkungen) | Höchstplatzierung, Gesamtwochen, AuszeichnungChartplatzierungen (Jahr, Titel, Musiklabel, Platzierungen, Wochen, Auszeichnungen, Anmerkungen) | Anmerkungen                                                  |
| Jahr | Titel Musiklabel                                           | DE | AT | CH | UK | US | Anmerkungen                                                  |
| ---- | ---------------------------------------------------------- | --- | --- | --- | --- | --- | ------------------------------------------------------------ |
| 1973 | Genesis Live Charisma Records (Phonogram)                  | — | — | — | UK9 (10 Wo.)UK | US105 (14 Wo.)US | Erstveröffentlichung: 23. Juli 1973                          |
| 1977 | Seconds Out Charisma Records (Phonogram)                   | DE17 Gold · (33 Wo.)DE | — | — | UK4 Gold · (17 Wo.)UK | US47 (16 Wo.)US | Erstveröffentlichung: 21. Oktober 1977 Verkäufe: + 500.000   |
| 1982 | Three Sides Live Charisma Records (Phonogram)              | DE22 (15 Wo.)DE | — | — | UK2 Gold · (19 Wo.)UK | US10 Gold · (25 Wo.)US | Erstveröffentlichung: 1. Juni 1982 Verkäufe: + 600.000       |
| 1992 | The Way We Walk Volume 1 (The Shorts) Virgin Records (EMI) | DE2 ×3Dreifachgold · (25 Wo.)DE | AT8 (16 Wo.)AT | CH4 Gold · (17 Wo.)CH | UK3 ×2Doppelplatin · (18 Wo.)UK | US35 Gold · (23 Wo.)US | Erstveröffentlichung: 9. November 1992 Verkäufe: + 2.657.600 |
| 1993 | The Way We Walk Volume 2 (The Longs) Virgin Records (EMI)  | DE2 (20 Wo.)DE | AT12 (11 Wo.)AT | CH3 (12 Wo.)CH | UK1 Gold · (9 Wo.)UK | US20 (9 Wo.)US | Erstveröffentlichung: 11. Januar 1993 Verkäufe: + 1.030.000  |
| 2007 | Live over Europe 2007 Virgin Records (EMI)                 | DE1 Gold · (41 Wo.)DE | AT47 (3 Wo.)AT | CH62 (2 Wo.)CH | UK51 Silber · (5 Wo.)UK | — | Erstveröffentlichung: 23. November 2007 Verkäufe: + 160.000  |

grau schraffiert: keine Chartdaten aus diesem Jahr verfügbar

### Kompilationen
| Jahr | Titel Musiklabel                                              | Höchstplatzierung, Gesamtwochen, AuszeichnungChartplatzierungen (Jahr, Titel, Musiklabel, Platzierungen, Wochen, Auszeichnungen, Anmerkungen) | Höchstplatzierung, Gesamtwochen, AuszeichnungChartplatzierungen (Jahr, Titel, Musiklabel, Platzierungen, Wochen, Auszeichnungen, Anmerkungen) | Höchstplatzierung, Gesamtwochen, AuszeichnungChartplatzierungen (Jahr, Titel, Musiklabel, Platzierungen, Wochen, Auszeichnungen, Anmerkungen) | Höchstplatzierung, Gesamtwochen, AuszeichnungChartplatzierungen (Jahr, Titel, Musiklabel, Platzierungen, Wochen, Auszeichnungen, Anmerkungen) | Höchstplatzierung, Gesamtwochen, AuszeichnungChartplatzierungen (Jahr, Titel, Musiklabel, Platzierungen, Wochen, Auszeichnungen, Anmerkungen) | Anmerkungen                                                  |
| Jahr | Titel Musiklabel                                              | DE | AT | CH | UK | US | Anmerkungen                                                  |
| ---- | ------------------------------------------------------------- | --- | --- | --- | --- | --- | ------------------------------------------------------------ |
| 1978 | The Story of Genesis Charisma Records (Phonogram)             | — | — | — | — | — | Erstveröffentlichung: 1978                                   |
| 1983 | El rock en el tiempo Charisma Records (Phonogram)             | — | — | — | — | — | Erstveröffentlichung: 1983                                   |
| 1991 | Turn It On Again – Best of ’81-’83 Vertigo Records (Polygram) | DE8 (19 Wo.)DE | — | — | — | — | Erstveröffentlichung: 1991                                   |
| 1999 | Turn It On Again – The Hits Virgin Records (EMI)              | DE1 Platin · (30 Wo.)DE | AT6 (22 Wo.)AT | CH10 Gold · (22 Wo.)CH | UK4 ×2Doppelplatin · (22 Wo.)UK | US65 Gold · (12 Wo.)US | Erstveröffentlichung: 22. Oktober 1999 Verkäufe: + 1.795.000 |
| 2021 | The Last Domino? Virgin Records (UMG)                         | DE8 (3 Wo.)DE | AT36 (1 Wo.)AT | CH14 (3 Wo.)CH | UK9 (3 Wo.)UK | — | Erstveröffentlichung: 17. September 2021                     |

grau schraffiert: keine Chartdaten aus diesem Jahr verfügbar

### EPs
| Jahr | Titel Musiklabel                              | Höchstplatzierung, Gesamtwochen, AuszeichnungChartplatzierungen (Jahr, Titel, Musiklabel, Platzierungen, Wochen, Auszeichnungen, Anmerkungen) | Höchstplatzierung, Gesamtwochen, AuszeichnungChartplatzierungen (Jahr, Titel, Musiklabel, Platzierungen, Wochen, Auszeichnungen, Anmerkungen) | Höchstplatzierung, Gesamtwochen, AuszeichnungChartplatzierungen (Jahr, Titel, Musiklabel, Platzierungen, Wochen, Auszeichnungen, Anmerkungen) | Höchstplatzierung, Gesamtwochen, AuszeichnungChartplatzierungen (Jahr, Titel, Musiklabel, Platzierungen, Wochen, Auszeichnungen, Anmerkungen) | Höchstplatzierung, Gesamtwochen, AuszeichnungChartplatzierungen (Jahr, Titel, Musiklabel, Platzierungen, Wochen, Auszeichnungen, Anmerkungen) | Anmerkungen                         |
| Jahr | Titel Musiklabel                              | DE | AT | CH | UK | US | Anmerkungen                         |
| ---- | --------------------------------------------- | --- | --- | --- | --- | --- | ----------------------------------- |
| 1972 | Nursery Cryme Charisma Records (Phonogram)    | — | — | — | — | — | Erstveröffentlichung: Juli 1972     |
| 1977 | Spot the Pigeon Charisma Records (Phonogram)  | — | — | — | UK14 a (7 Wo.)UK | — | Erstveröffentlichung: 31. März 1977 |
| 1977 | Match of the Day Charisma Records (Phonogram) | — | — | — | — | — | Erstveröffentlichung: 31. März 1977 |
| 1982 | 3×3 Charisma Records (Phonogram)              | — | — | — | — | — | Erstveröffentlichung: 21. Mai 1982  |
| 1983 | Home by the Sea Vertigo Records (Polygram)    | — | — | — | — | — | Erstveröffentlichung: 1983          |

grau schraffiert: keine Chartdaten aus diesem Jahr verfügbar

## Singles
| Jahr | Titel Album                                                                       | Höchstplatzierung, Gesamtwochen/‑monate, AuszeichnungChartplatzierungen (Jahr, Titel, Album, Platzierungen, Wochen/Monate, Auszeichnungen, Anmerkungen) | Höchstplatzierung, Gesamtwochen/‑monate, AuszeichnungChartplatzierungen (Jahr, Titel, Album, Platzierungen, Wochen/Monate, Auszeichnungen, Anmerkungen) | Höchstplatzierung, Gesamtwochen/‑monate, AuszeichnungChartplatzierungen (Jahr, Titel, Album, Platzierungen, Wochen/Monate, Auszeichnungen, Anmerkungen) | Höchstplatzierung, Gesamtwochen/‑monate, AuszeichnungChartplatzierungen (Jahr, Titel, Album, Platzierungen, Wochen/Monate, Auszeichnungen, Anmerkungen) | Höchstplatzierung, Gesamtwochen/‑monate, AuszeichnungChartplatzierungen (Jahr, Titel, Album, Platzierungen, Wochen/Monate, Auszeichnungen, Anmerkungen) | Anmerkungen                                                       |
| Jahr | Titel Album                                                                       | DE | AT | CH | UK | US | Anmerkungen                                                       |
| ---- | --------------------------------------------------------------------------------- | --- | --- | --- | --- | --- | ----------------------------------------------------------------- |
| 1968 | The Silent Sun From Genesis to Revelation                                         | — | — | — | — | — | Erstveröffentlichung: 2. Februar 1968                             |
| 1968 | A Winter’s Tale –                                                                 | — | — | — | — | — | Erstveröffentlichung: 10. Mai 1968                                |
| 1969 | Where the Sour Turns to Sweet From Genesis to Revelation                          | — | — | — | — | — | Erstveröffentlichung: 27. Juni 1969                               |
| 1970 | The Knife Trespass                                                                | — | — | — | — | — | Erstveröffentlichung: 21. Mai 1970                                |
| 1972 | Happy the Man –                                                                   | — | — | — | — | — | Erstveröffentlichung: 12. Mai 1972                                |
| 1973 | Watcher of the Skies Foxtrot                                                      | — | — | — | — | — | Erstveröffentlichung: März 1973                                   |
| 1974 | I Know What I Like (In Your Wardrobe) Selling England by the Pound                | — | — | — | UK21 (7 Wo.)UK | — | Erstveröffentlichung: 25. Januar 1974                             |
| 1974 | In the Beginning From Genesis to Revelation                                       | — | — | — | — | — | Erstveröffentlichung: Juli 1974                                   |
| 1974 | Counting Out Time The Lamb Lies Down on Broadway                                  | — | — | — | — | — | Erstveröffentlichung: 8. November 1974                            |
| 1975 | The Carpet Crawlers auch bekannt als: Carpet Crawl The Lamb Lies Down on Broadway | DE72 b (9 Wo.)DE | — | — | — | — | Erstveröffentlichung: 18. April 1975 Neuauflage: 2. November 1999 |
| 1976 | A Trick of the Tail                                                               | — | — | — | — | — | Erstveröffentlichung: 7. März 1976                                |
| 1976 | Ripples A Trick of the Tail                                                       | — | — | — | — | — | Erstveröffentlichung: 19. Mai 1976                                |
| 1977 | Your Own Special Way Wind & Wuthering                                             | — | — | — | UK43 (3 Wo.)UK | US62 (5 Wo.)US | Erstveröffentlichung: 18. Februar 1977                            |
| 1977 | Pigeons Match of the Day EP • Spot the Pigeon EP                                  | — | — | — | — | — | Erstveröffentlichung: 31. März 1977                               |
| 1978 | Follow You Follow Me … And Then There Were Three …                                | DE8 (28 Wo.)DE | AT15 (1 Mt.)AT | CH6 (11 Wo.)CH | UK7 Silber · (13 Wo.)UK | US23 (16 Wo.)US | Erstveröffentlichung: 24. Februar 1978 Verkäufe: + 250.000        |
| 1978 | Many Too Many … And Then There Were Three …                                       | DE41 (6 Wo.)DE | — | — | UK43 (5 Wo.)UK | — | Erstveröffentlichung: 23. Juni 1978                               |
| 1978 | Go West Young Man (Deep in the Motherlode) … And Then There Were Three …          | — | — | — | — | — | Erstveröffentlichung: 1. September 1978                           |
| 1980 | Turn It On Again Duke                                                             | DE66 (4 Wo.)DE | — | — | UK8 (10 Wo.)UK | US58 (8 Wo.)US | Erstveröffentlichung: 7. März 1980                                |
| 1980 | Duchess Duke                                                                      | — | — | — | UK46 (5 Wo.)UK | — | Erstveröffentlichung: 9. Mai 1980                                 |
| 1980 | Misunderstanding Duke                                                             | — | — | — | UK42 (5 Wo.)UK | US14 (18 Wo.)US | Erstveröffentlichung: 22. August 1980                             |
| 1981 | Abacab                                                                            | DE28 (13 Wo.)DE | — | — | UK9 (8 Wo.)UK | US26 (14 Wo.)US | Erstveröffentlichung: 14. August 1981                             |
| 1981 | No Reply at All Abacab                                                            | — | — | — | — | US29 (18 Wo.)US | Erstveröffentlichung: 9. September 1981                           |
| 1981 | Keep It Dark Abacab                                                               | — | — | — | UK33 (4 Wo.)UK | — | Erstveröffentlichung: 23. Oktober 1981                            |
| 1982 | Man on the Corner Abacab                                                          | — | — | — | UK41 (5 Wo.)UK | US40 (11 Wo.)US | Erstveröffentlichung: 5. März 1982                                |
| 1982 | Paperlate 3×3                                                                     | DE36 (11 Wo.)DE | — | — | UK10 (8 Wo.)UK | US32 (14 Wo.)US | Erstveröffentlichung: 21. Mai 1982                                |
| 1983 | Mama Genesis                                                                      | DE4 (32 Wo.)DE | AT10 (2½ Mt.)AT | CH2 (15 Wo.)CH | UK4 Silber · (10 Wo.)UK | US73 (9 Wo.)US | Erstveröffentlichung: 22. August 1983 Verkäufe: + 250.000         |
| 1983 | That’s All Genesis                                                                | DE27 (13 Wo.)DE | AT19 (1 Mt.)AT | CH15 (9 Wo.)CH | UK16 Silber · (11 Wo.)UK | US6 (20 Wo.)US | Erstveröffentlichung: 31. Oktober 1983 Verkäufe: + 200.000        |
| 1984 | Illegal Alien Genesis                                                             | — | — | — | UK46 (5 Wo.)UK | US44 (11 Wo.)US | Erstveröffentlichung: 23. Januar 1984                             |
| 1984 | Taking It All Too Hard Genesis                                                    | — | — | — | — | US50 (12 Wo.)US | Erstveröffentlichung: 17. Juni 1984                               |
| 1986 | Invisible Touch                                                                   | DE16 (14 Wo.)DE | — | CH13 (8 Wo.)CH | UK7 Gold · (12 Wo.)UK | US1 (17 Wo.)US | Erstveröffentlichung: 19. Mai 1986 Verkäufe: + 445.000            |
| 1986 | In Too Deep Invisible Touch                                                       | DE55 (5 Wo.)DE | — | — | UK19 (9 Wo.)UK | US3 (17 Wo.)US | Erstveröffentlichung: 23. August 1986                             |
| 1986 | Land of Confusion Invisible Touch                                                 | DE7 (15 Wo.)DE | AT27 (½ Mt.)AT | CH8 (10 Wo.)CH | UK14 (12 Wo.)UK | US4 (21 Wo.)US | Erstveröffentlichung: Oktober 1986                                |
| 1987 | Tonight, Tonight, Tonight Invisible Touch                                         | DE23 (10 Wo.)DE | — | — | UK18 (7 Wo.)UK | US3 (15 Wo.)US | Erstveröffentlichung: Februar 1987                                |
| 1987 | Throwing It All Away Invisible Touch                                              | — | — | — | UK22 (8 Wo.)UK | US4 (16 Wo.)US | Erstveröffentlichung: 8. Juni 1987                                |
| 1991 | No Son of Mine We Can’t Dance                                                     | DE3 (25 Wo.)DE | AT7 (12 Wo.)AT | CH8 (13 Wo.)CH | UK6 (7 Wo.)UK | US12 (20 Wo.)US | Erstveröffentlichung: 21. Oktober 1991                            |
| 1991 | I Can’t Dance We Can’t Dance                                                      | DE4 (25 Wo.)DE | AT2 Gold · (17 Wo.)AT | CH8 (17 Wo.)CH | UK7 (9 Wo.)UK | US7 (20 Wo.)US | Erstveröffentlichung: 30. Dezember 1991 Verkäufe: + 25.000        |
| 1992 | Hold on My Heart We Can’t Dance                                                   | DE45 (14 Wo.)DE | — | — | UK16 (5 Wo.)UK | US12 (20 Wo.)US | Erstveröffentlichung: 6. April 1992                               |
| 1992 | Jesus He Knows Me We Can’t Dance                                                  | DE13 (19 Wo.)DE | AT26 (2 Wo.)AT | — | UK20 (7 Wo.)UK | US23 (20 Wo.)US | Erstveröffentlichung: 13. Juli 1992                               |
| 1992 | Never a Time We Can’t Dance                                                       | DE56 (11 Wo.)DE | — | — | — | US21 (20 Wo.)US | Erstveröffentlichung: 7. November 1992                            |
| 1992 | Tell Me Why We Can’t Dance                                                        | DE51 (18 Wo.)DE | — | — | UK40 (3 Wo.)UK | — | Erstveröffentlichung: November 1992                               |
| 1997 | Congo … Calling All Stations …                                                    | DE31 (10 Wo.)DE | AT35 (3 Wo.)AT | CH32 (8 Wo.)CH | UK29 (2 Wo.)UK | — | Erstveröffentlichung: 4. August 1997                              |
| 1997 | Shipwrecked … Calling All Stations …                                              | DE82 (9 Wo.)DE | — | — | UK54 (1 Wo.)UK | — | Erstveröffentlichung: 1. Dezember 1997                            |
| 1998 | Not About Us … Calling All Stations …                                             | DE81 (6 Wo.)DE | — | — | UK66 (1 Wo.)UK | — | Erstveröffentlichung: 23. Februar 1998                            |

grau schraffiert: keine Chartdaten aus diesem Jahr verfügbar

## Videoalben und Musikvideos

### Videoalben
| Jahr | Titel Musiklabel                                                                          | Höchstplatzierung, Gesamtwochen, AuszeichnungChartplatzierungen (Jahr, Titel, Musiklabel, Platzierungen, Wochen, Auszeichnungen, Anmerkungen) | Höchstplatzierung, Gesamtwochen, AuszeichnungChartplatzierungen (Jahr, Titel, Musiklabel, Platzierungen, Wochen, Auszeichnungen, Anmerkungen) | Höchstplatzierung, Gesamtwochen, AuszeichnungChartplatzierungen (Jahr, Titel, Musiklabel, Platzierungen, Wochen, Auszeichnungen, Anmerkungen) | Höchstplatzierung, Gesamtwochen, AuszeichnungChartplatzierungen (Jahr, Titel, Musiklabel, Platzierungen, Wochen, Auszeichnungen, Anmerkungen) | Höchstplatzierung, Gesamtwochen, AuszeichnungChartplatzierungen (Jahr, Titel, Musiklabel, Platzierungen, Wochen, Auszeichnungen, Anmerkungen) | Anmerkungen                                                                 |
| Jahr | Titel Musiklabel                                                                          | DE | AT | CH | UK | US | Anmerkungen                                                                 |
| ---- | ----------------------------------------------------------------------------------------- | --- | --- | --- | --- | --- | --------------------------------------------------------------------------- |
| 1982 | Three Sides Live Warner Home Video • Wienerworld Presentation (Hit & Run)                 | DE*DE | AT*AT | CH10 (1 Wo.)CH | UK31 (1 Wo.)UK | US*US | Erstveröffentlichung: 1982 * siehe Livealbum                                |
| 1985 | The Mama Tour Virgin Video (PVG)                                                          | — | — | — | — | US— GoldUS | Erstveröffentlichung: Oktober 1985 Verkäufe: + 50.000                       |
| 1987 | Visible Touch Virgin Video (PVG)                                                          | — | — | — | — | US— GoldUS | Erstveröffentlichung: 1987 Verkäufe: + 50.000                               |
| 1988 | Invisible Touch Tour Neuauflage als: Live at Wembley Stadium Virgin Video (Virgin Vision) | DE— GoldDE | — | — | UK21 (8 Wo.)UK | — | Erstveröffentlichung: 1988 Neuauflage: 24. November 2003 Verkäufe: + 43.000 |
| 1990 | A History Virgin Video (Virgin Vision)                                                    | — | — | — | — | US— GoldUS | Erstveröffentlichung: 1990 Verkäufe: + 50.000                               |
| 1993 | The Way We Walk – In Concert Polygram (Hit & Run)                                         | — | — | — | UK19 (18 Wo.)UK | — | Erstveröffentlichung: 25. April 1993                                        |
| 2004 | The Video Show Virgin Records (EMI)                                                       | DE— PlatinDE | — | — | UK6 Gold · (20 Wo.)UK | — | Erstveröffentlichung: 29. November 2004 Verkäufe: + 93.000                  |
| 2008 | When in Rome 2007 Virgin Records (EMI)                                                    | DE— PlatinDE | AT1 (12 Wo.)AT | CH1 (17 Wo.)CH | UK1 Platin · (37 Wo.)UK | US2 (… Wo.)US | Erstveröffentlichung: 26. Mai 2008 Verkäufe: + 118.000                      |
| 2009 | 1973–2007: Live Virgin Records (EMI)                                                      | DE*DE | — | CH6 (1 Wo.)CH | — | — | Erstveröffentlichung: 21. September 2009 * siehe Boxset                     |
| 2009 | The Movie Box 1981–2007 Virgin Records (EMI)                                              | — | — | — | UK18 (1 Wo.)UK | — | Erstveröffentlichung: 17. November 2009                                     |

grau schraffiert: keine Chartdaten aus diesem Jahr verfügbar

### Musikvideos
| Jahr | Titel                                    | Regie                    |
| ---- | ---------------------------------------- | ------------------------ |
| 1976 | A Trick of the Tail                      | Bruce Gowers             |
| 1976 | Ripples                                  | Bruce Gowers             |
| 1976 | Robbery, Assault and Battery             | Bruce Gowers             |
| 1978 | Follow You Follow Me                     | B. Rymer                 |
| 1978 | Many Too Many                            | Ken O’Neill              |
| 1980 | Turn It On Again                         | Stuart Orme              |
| 1980 | Duchess                                  | Stuart Orme              |
| 1980 | Misunderstanding                         | Stuart Orme              |
| 1981 | Abacab                                   | B. Rymer                 |
| 1981 | No Reply at All                          | Stuart Orme              |
| 1981 | Keep It Dark                             | Stuart Orme              |
| 1982 | Man on the Corner                        | Stuart Orme              |
| 1983 | Mama                                     | Stuart Orme              |
| 1983 | Illegal Alien                            | Stuart Orme              |
| 1983 | That’s All                               | James Yukich             |
| 1984 | Home by the Sea / Second Home by the Sea | James Yukich             |
| 1986 | Invisible Touch                          | James Yukich             |
| 1986 | In Too Deep                              | James Yukich             |
| 1986 | Throwing It All Away                     | James Yukich             |
| 1986 | Land of Confusion                        | John Lloyd, James Yukich |
| 1987 | Tonight, Tonight, Tonight                | James Yukich             |
| 1987 | Anything She Does                        | James Yukich             |
| 1991 | No Son of Mine                           | James Yukich             |
| 1991 | I Can’t Dance                            | James Yukich             |
| 1992 | Hold on My Heart                         | James Yukich             |
| 1992 | Jesus He Knows Me                        | James Yukich             |
| 1993 | Tell Me Why                              | James Yukich             |
| 1997 | Congo                                    | Howard Greenhalgh        |
| 1997 | Shipwrecked                              | Gregg Masuak             |
| 1998 | Not About Us                             | Mike Kaufman             |
| 1999 | The Carpet Crawlers                      |                          |

## Boxsets
| Jahr | Titel Musiklabel                            | Höchstplatzierung, Gesamtwochen, AuszeichnungChartplatzierungen (Jahr, Titel, Musiklabel, Platzierungen, Wochen, Auszeichnungen, Anmerkungen) | Höchstplatzierung, Gesamtwochen, AuszeichnungChartplatzierungen (Jahr, Titel, Musiklabel, Platzierungen, Wochen, Auszeichnungen, Anmerkungen) | Höchstplatzierung, Gesamtwochen, AuszeichnungChartplatzierungen (Jahr, Titel, Musiklabel, Platzierungen, Wochen, Auszeichnungen, Anmerkungen) | Höchstplatzierung, Gesamtwochen, AuszeichnungChartplatzierungen (Jahr, Titel, Musiklabel, Platzierungen, Wochen, Auszeichnungen, Anmerkungen) | Höchstplatzierung, Gesamtwochen, AuszeichnungChartplatzierungen (Jahr, Titel, Musiklabel, Platzierungen, Wochen, Auszeichnungen, Anmerkungen) | Anmerkungen                                                 |
| Jahr | Titel Musiklabel                            | DE | AT | CH | UK | US | Anmerkungen                                                 |
| ---- | ------------------------------------------- | --- | --- | --- | --- | --- | ----------------------------------------------------------- |
| 1998 | Archive I – 1967–1975 Virgin Records (EMI)  | DE75 (1 Wo.)DE | — | — | UK35 (1 Wo.)UK | — | Erstveröffentlichung: 22. Juni 1998                         |
| 2000 | Archive II – 1976–1992 Virgin Records (EMI) | — | — | — | UK103 (1 Wo.)UK | — | Erstveröffentlichung: 6. November 2000                      |
| 2004 | Platinum Collection Virgin Records (EMI)    | DE15 Gold · (13 Wo.)DE | — | CH72 (5 Wo.)CH | UK21 Platin · (9 Wo.)UK | US100 (3 Wo.)US | Erstveröffentlichung: 29. November 2004 Verkäufe: + 400.000 |
| 2007 | 1978–1982 Virgin Records (EMI)              | — | — | — | — | — | Erstveröffentlichung: 30. März 2007                         |
| 2007 | 1983–1998 Virgin Records (EMI)              | DE57 (2 Wo.)DE | — | — | — | — | Erstveröffentlichung: 28. September 2007                    |
| 2008 | 1970–1975 Virgin Records (EMI)              | DE22 (8 Wo.)DE | — | — | — | — | Erstveröffentlichung: 7. November 2008                      |
| 2009 | 1973–2007: Live Virgin Records (EMI)        | DE42 (1 Wo.)DE | — | — | — | — | Erstveröffentlichung: 21. September 2009                    |
| 2014 | R-Kive Virgin Records (UMG)                 | DE23 (3 Wo.)DE | — | CH82 (2 Wo.)CH | UK7 Silber · (8 Wo.)UK | — | Erstveröffentlichung: 26. September 2014 Verkäufe: + 60.000 |
| 2023 | BBC Broadcasts Virgin Records (UMG)         | DE3 (3 Wo.)DE | AT47 (1 Wo.)AT | CH14 (2 Wo.)CH | UK23 (1 Wo.)UK | — | Erstveröffentlichung: 3. März 2023                          |

## Sonderveröffentlichungen
| Jahr | Titel Musiklabel                        | Anmerkungen                                              |
| ---- | --------------------------------------- | -------------------------------------------------------- |
| 2021 | Live at Knebworth Mercury Studios (UMG) | Erstveröffentlichung: 12. Juni 2021 RSD-Veröffentlichung |

## Statistik

### Chartauswertung
|                     | DE     | AT     | CH     | UK     | US     |
| ------------------- | ------ | ------ | ------ | ------ | ------ |
| Nummer-eins-Alben   | DE4DE  | AT1AT  | CH1CH  | UK6UK  | US—US  |
| Top-10-Alben        | DE14DE | AT6AT  | CH7CH  | UK19UK | US5US  |
| Alben in den Charts | DE25DE | AT12AT | CH12CH | UK27UK | US19US |

|                       | DE     | AT    | CH    | UK     | US     |
| --------------------- | ------ | ----- | ----- | ------ | ------ |
| Nummer-eins-Singles   | DE—DE  | AT—AT | CH—CH | UK—UK  | US1US  |
| Top-10-Singles        | DE5DE  | AT3AT | CH5CH | UK8UK  | US7US  |
| Singles in den Charts | DE21DE | AT8AT | CH8CH | UK28UK | US22US |

|                          | DE    | AT    | CH    | UK    | US    |
| ------------------------ | ----- | ----- | ----- | ----- | ----- |
| Nummer-eins-Videoalben   | DE—DE | AT1AT | CH1CH | UK1UK | US—US |
| Top-10-Videoalben        | DE—DE | AT1AT | CH3CH | UK2UK | US1US |
| Videoalben in den Charts | DE—DE | AT1AT | CH3CH | UK6UK | US1US |

### Auszeichnungen für Musikverkäufe
| Land/RegionAuszeichnungen für Musikverkäufe (Land/Region, Auszeichnungen, Verkäufe, Quellen) | Silber     | Gold       | Platin         | Verkäufe     | Quellen |
| -------------------------------------------------------------------------------------------- | ---------- | ---------- | -------------- | ------------ | --- |
| Argentinien (CAPIF)                                                                          | —          | Gold1      | 3× Platin3     | 54.000       | capif.org.ar (Memento vom 6. Juli 2011 im Internet Archive) AR2 (Memento vom 31. Mai 2011 im Internet Archive) |
| Australien (ARIA)                                                                            | —          | Gold1      | 4× Platin4     | 300.000      | aria.com.au |
| Dänemark (IFPI)                                                                              | —          | 3× Gold3   | —              | 70.000       | ifpi.dk |
| Deutschland (BVMI)                                                                           | —          | 8× Gold8   | 11× Platin11   | 5.875.000    | musikindustrie.de                                                                                              |
| Europa (IFPI)                                                                                | —          | —          | 11× Platin11   | (11.000.000) | ifpi.org (Memento vom 1. Januar 2014 im Internet Archive)                                                      |
| Frankreich (SNEP)                                                                            | —          | 16× Gold16 | 6× Platin6     | 3.330.000    | infodisc.fr |
| Hongkong (IFPI/HKRIA)                                                                        | —          | Gold1      | —              | 10.000       | ifpihk.org |
| Italien (FIMI)                                                                               | —          | Gold1      | —              | 25.000       | fimi.it |
| Japan (RIAJ)                                                                                 | —          | —          | 4× Platin4     | 800.000      | Einzelnachweise                                                                                                |
| Kanada (MC)                                                                                  | —          | 4× Gold4   | 6× Platin6     | 800.000      | musiccanada.com                                                                                                |
| Neuseeland (RMNZ)                                                                            | —          | —          | 15× Platin15   | 290.000      | aotearoamusiccharts.co.nz                                                                                      |
| Niederlande (NVPI)                                                                           | —          | 4× Gold4   | Platin1        | 290.000      | nvpi.nl |
| Österreich (IFPI)                                                                            | —          | Gold1      | Platin1        | 75.000       | ifpi.at |
| Polen (ZPAV)                                                                                 | —          | Gold1      | —              | 50.000       | olis.pl |
| Schweden (IFPI)                                                                              | —          | —          | Platin1        | 100.000      | sverigetopplistan.se                                                                                           |
| Schweiz (IFPI)                                                                               | —          | 3× Gold3   | 7× Platin7     | 425.000      | hitparade.ch                                                                                                   |
| Spanien (Promusicae)                                                                         | —          | Gold1      | 2× Platin2     | 250.000      | promusicae.es                                                                                                  |
| Vereinigte Staaten (RIAA)                                                                    | —          | 10× Gold10 | 18× Platin18   | 21.650.000   | riaa.com |
| Vereinigtes Königreich (BPI)                                                                 | 6× Silber6 | 13× Gold13 | 18× Platin18   | 7.905.000    | bpi.co.uk |
| Insgesamt                                                                                    | 6× Silber6 | 68× Gold68 | 108× Platin108 |              | |